# Jenynsia diphyes
Jenynsia diphyes és una espècie de peix pertanyent a la família dels anablèpids.

## Descripció
- El mascle pot arribar a fer 5,5 cm de llargària màxima i la femella 7,3.
- Nombre de vèrtebres: 33.
- 9-11 radis tous a l'aleta dorsal.
- 10 radis tous a l'aleta anal.[5]

## Hàbitat
És un peix d'aigua dolça, bentopelàgic i de clima tropical.

## Distribució geogràfica
Es troba al Brasil: riu Jordão (conca del riu Iguaçú).

## Observacions
És inofensiu per als humans.